# Folklore européen

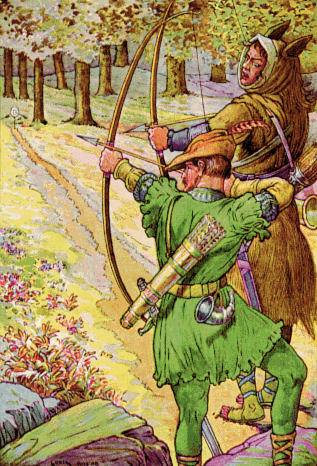
Robin des bois et Guy de Gisbourne, deux personnages du folklore anglais.

Le terme folklore européen se réfère au folklore du monde occidental. Il n'y a pas, bien sûr, de culture européenne unique, mais néanmoins l'histoire commune du christianisme au Moyen Âge et à l'époque moderne a donné naissance à un certain nombre de traditions qui sont partagées dans de nombreuses cultures ethniques ou régionales d'Europe.
Cela concerne notamment les traditions communes basées sur la mythologie chrétienne, c'est-à-dire certains traits communs dans la célébration de Noël, tels que les cadeaux de Noël, ou les coutumes associées à la Toussaint. En outre, on retrouve certains gestes ou pratiques apotropaïques (destinés à contrer le mauvais sort) dans de grandes parties de l'Europe, tels que le fait de toucher ou frapper du bois ou de croiser les doigts.

## Les traditions régionales
- Europe du Nord
  - Folklore estonien
  - Folklore finlandais
  - Folklore letton
  - Folklore lituanien
  - Folklore scandinave
- Europe occidentale et méridionale
  - Folklore alpin
  - Folklore néerlandais
  - Folklore français
  - Folklore allemand
  - Folklore italien
  - Folklore suisse
  - Folklore catholicisme
  - Folklore acadien
- Îles britanniques
  -     - Folklore anglais
    - folklore irlandais
    - Mythologie celtique
    - Folklore écossais
    - Folklore gallois
    - Hébrides
- Europe de l'Est
  - Folklore albanais
  - folklore hongrois
  - Folklore monténégrin
  - Folklore roumain
  - Folklore slave
    - Folklore polonais
    - Folklore russe